# Stacheltang

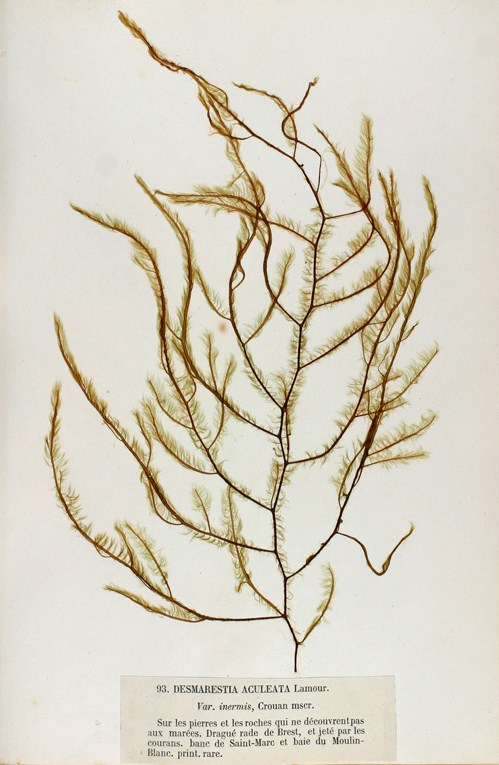
Stacheltang im Frühjahr

Der Stacheltang (Desmarestia aculeata) ist eine Braunalgenart aus der Ordnung der Desmarestiales. Verbreitet in Nordatlantik und Nordpazifik, kommt er auch in der Nordsee und Ostsee vor. Sein stacheliges Aussehen weist er nur im Sommer und Herbst auf.

## Beschreibung
Der Stacheltang ist ein mehrjähriger Seetang von zunächst hell-grünbrauner, später dunkel- bis schwarzbrauner Färbung. Auf dem Untergrund ist er mit einer kleinen, kompakten Haftscheibe verankert. Der aufrechte, lederig-knorpelige, sparrig verzweigte Thallus erreicht eine Länge von 50 bis 100 cm (selten bis 200 cm). Die derben, rutenförmigen Hauptachsen sind am Grunde stielrund und 2 bis 3 mm dick sowie weiter oben etwas abgeflacht. Sie tragen meist wechselständige Seitenzweige bis zur zweiten oder dritten Ordnung. Die äußersten Seitenzweige sind kurz und stachelartig und weniger als 1 mm dick.
Diese Stachelzweige sind aber erst im Sommer und Herbst vorhanden, im Winter und Frühjahr bietet der Tang ein völlig anderes Bild. Meist überwintern nur die Hauptachsen, da die Seitenzweige verloren gehen. Ab Mitte Februar wachsen aus den Achseln neue verzweigte Langtriebe, die bis Ende Juni etwa 40 cm Länge erreichen. Diese tragen im Frühjahr dichte Büschel von gelbbraun-grünlichen, etwa 2 bis 5 mm langen, einreihigen und verzweigten Haaren. Erst wenn diese Haarbüschel im Juni abgeworfen werden, verdient der Tang seinen Namen Stacheltang.
Der Thallus besteht aus einer berindeten zentralen Achse. Echtes Gewebe (Parenchym) ist im Unterschied zu den Laminariales nicht vorhanden.

### Entwicklung
Der Stacheltang zeigt einen Generationswechsel mit zwei sehr verschiedenen Generationen (ähnlich wie bei Laminaria). Der sichtbare Tang ist der diploide Sporophyt. Auf ihm entstehen im Dezember zwischen den Rindenzellen die Sori mit den Sporangien, aus denen nach Meiose die Zoosporen freigesetzt werden. Diese wachsen zu mikroskopisch kleinen männlichen und weiblichen Gametophyten heran. Nach Bildung der Keimzellen und Befruchtung entwickelt sich die Zygote zu einem neuen Sporophyten.

## Vorkommen
Der Stacheltang ist im Nordatlantik und Nordpazifik weit verbreitet. Im Nordostatlantik kommt er von Grönland bis Portugal, und auch in Nordsee, Ostsee und im Mittelmeer (Spanien, Korsika) vor. Im Nordwestatlantik wächst er von Labrador bis New Jersey und im Nordpazifik von Alaska bis Oregon, im Beringmeer und bis Kamtschatka. Außerdem wurde er in der Subantarktis gefunden.
Er besiedelt beschattete Gezeitentümpel in der unteren Gezeitenzone (Eulitoral) und das Sublitoral unterhalb der Niedrigwasserlinie bis in Tiefen von etwa 15 m. In der trüberen Nordsee bei Helgoland kommt er bis in etwa 10 m Tiefe vor.

## Systematik
Die Erstbeschreibung des Stacheltangs erfolgte 1763 durch Carl von Linné unter dem Namen Fucus aculeatus (in: Species plantarum 2, S. 1632). Jean Vincent Félix Lamouroux stellte die Art 1813 in die Gattung Desmarestia (in: Essai sur les genres de la famille des thalassiophytes non articulées. Annales du Muséum d'Histoire Naturelle, Paris 20, S. 25). Dies ist die Typusart der Gattung Desmarestia.
Synonyme für Desmarestia aculeata (L.) J. V. Lamouroux sind Desmia aculeata (L.) Lyngbye, Ectocarpus densus Lyngbye, Fucus aculeatus L., Fucus muscoides Hudson, Fucus virgatus Gunnerus, Sphaerococcus aculeatus (L.) Stackhouse und Sporochnus aculeatus (L.) C. Agardh.
Desmarestia aculeata gehört in die Familie Desmarestiaceae innerhalb der Ordnung der Desmarestiales.